# Helgicirrha weaveri
Helgicirrha weaveri is een hydroïdpoliep uit de familie Eirenidae. De poliep komt uit het geslacht Helgicirrha. Helgicirrha weaveri werd in 1967 voor het eerst wetenschappelijk beschreven door Allwein. 